# Végvári Gyula
Végvári Gyula (Debrecen, 1935. május 9. – Szentendre, 2013. december 31.) magyar keramikus, pedagógus.

## Életpályája
1953–1958 között a Magyar Iparművészeti Főiskola hallgatója volt, ahol Gádor István és Borsos Miklós tanítványa volt. 1958–1967 között a hódmezővásárhelyi Majolikagyár tervezője volt. 1961-ben a Magyar Kerámikusok Társasága és a Művészeti Alap, majd a Magyar Alkotóművészek Országos Egyesületének tagja volt. 1970-ben a Siklósi Kerámia Szimpozion résztvevője volt. 1974–1981 között a szegedi Tömörkény István Művészeti Szakközépiskola oktatója volt. 1994-től Szentendrén élt.

## Művei
- Majolika csempe (1962, Szeged)

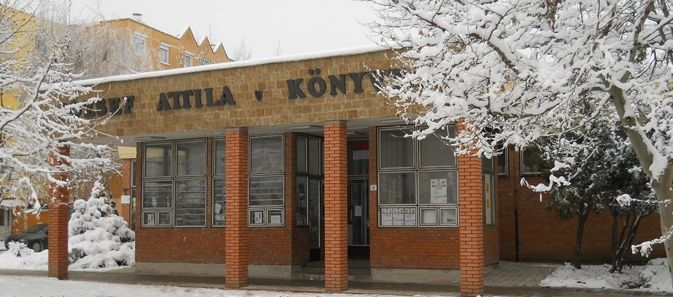
A makói József Attila Könyvtár felirata

- kompozíció (kerámia, 1966, Szentes)
- falikép (mázas samott, 1969, Budapest)
- falikép (mázas kerámia, 1970, Budapest)
- Hagymakompozíció (1970, Makó)
- kompozíció (kerámia, 1973, Budapest)
- faliképek (kerámia üvegbeégetéssel, 1975, Mesterszállás)
- térplasztika (mázatlan kerámia oxidokkal, 1978, Budapest)
- Mikrokozmosz (1979, Hódmezővásárhely)
- Térplasztika (1979, Csanádpalota)
- Vízivilág kerámiafal (1979, Csongrád)
- Térplasztika (1979, Hódmezővásárhely)
- homlokzati felirat és háttérplasztika (1980, Makó, József Attila Könyvtár)

## Kiállításai

### Egyéni
- 1963 Budapest

### Válogatott, csoportos
- 1958-1988, 2003 Hódmezővásárhely
- 1959-1960, 1965-1966, 1995 Budapest
- 1968, 1970, 1982 Pécs
- 1982-1983 Siklós

## Díjai
- Munkácsy Mihály-díj (1967)
- Nemzetközi Kerámia kiállítás, I. díja (1965)
- Szegedi Nyári Tárlat, Alkotói díj (1972)
- Tornyai János-plakett (1972)[4]